# 아서 실즈
아서 실즈(Arthur Shields, 1896년 2월 15일 ~ 1970년 4월 27일)는 아일랜드의 배우이다.
더블린에서 태어났으며 샌타바버라에서 사망하였다. 사인은 폐기종이다.

## 영화
- 랜섬 (1954년)
- 말 없는 사나이 (1952년)
- 강 (1951년)
- 타잔과 노예 소녀 (1950년)
- 황색 리본을 한 여자 (1949년)
- 쇼킹 미스 필그림 (1947년)
- 더 패블러스 도르시스 (1947년)
- 평결 (1946년)
- 콘 이즈 그린 (1945년)
- 밸리 오브 디씨전 (1945년)
- 더 화이트 클리프스 오브 도버 (1944년)
- 녹원의 천사 (1944년)
- 왕국의 열쇠 (1944년)
- 래시 집에 오다 (1943년)
- 브로드웨이 (1942년)
- 디스 오보브 올 (1942년)
- 철완 짐 (1942년)
- 나의 계곡은 푸르렀다 (1941년)
- 리틀 넬리 켈리 (1940년)
- 머나먼 항해 (1940년)
- 모호크족의 북소리 (1939년)
- 프라우 앤 더 스타 (1936년)